# Anesvad
Fundación Anesvad es una organización no gubernamental para el desarrollo, independiente y aconfesional, creada en 1968 en Bilbao (España) por José Luis Gamarra e instituida desde 1992 como fundación de beneficencia particular de carácter asistencial. Fundación Anesvad actúa en el ámbito de la salud, cuyos objetivos son gestionar proyectos de asistencia sanitaria y desarrollo social en los países más desfavorecidos; en 2014 contaba con cerca de 55000 personas socias y 50 trabajadores. El nombre de la organización fue originalmente un acrónimo de “A nuestros enfermos servimos viendo a Dios”, si bien desde 2010 la denominación está registrado como marca sin significado. El emblema de la organización está compuesto por una “A” y una “D” que se entrelazan mediante el degradado de los colores.
Fundación Anesvad coordina proyectos dedicados prioritariamente a la atención de enfermedades tropicales desatendidas (ETDs), la salud comunitaria, la salud materno-infantil, sexual y reproductiva, así como la trata de seres humanos. Así, a lo largo de 2014, la organización atendió a más de 8 millones de personas a través de 59 proyectos en 18 países de África, Asia, América Latina y Europa. Según se desprende de su Memoria del ejercicio 2014, algo más de la mitad de sus proyectos (32) se desarrollaron en Latinoamérica, 14 en Asia y 12 en África. El único proyecto europeo correspondió a un plan de Acción Social ante la desprotección generada por la crisis económica en España. En total, la ONGD dedicó cerca de 7,7 millones de euros, de los que cerca de una cuarta parte correspondió a proyectos de salud materno-infantil, el 16% a enfermedades tropicales desatendidas (principalmente de úlcera de Buruli y lepra), el 30% a salud comunitaria, el 10% a la lucha contra la trata de seres humanos y el 2,8% al citado proyecto de Acción Social en España.
La organización cuenta con un patronato constituido por personalidades relevantes del mundo de la judicatura, la medicina o la cooperación. Garbiñe Biurrun Mancisidor, jueza desde 1987, presidenta de la Sala de los Social del Tribunal Superior de Justicia del País Vasco, profesora de Derecho del Trabajo y de la Seguridad Social de la Universidad del País Vasco, y conocida por su apoyo a diversas causas sociales, es asesora de Fundación ad desde 2009 y presidenta del patronato desde 2013. Forman parte de este patronato Garbiñe Biurrun Mancisidor, Antonio Gonzalez Martin, Alfonso Davalillo Aurrekoetxea, Iñigo Lamarca Iturbe y Berta Mendiguren de la Vega.

## Actividad

Mapa de incidencia de las enfermedades tropicales en 2004.

Fundación Anesvad coordina proyectos dedicados prioritariamente a la atención de enfermedades tropicales desatendidas (ETDs), la salud comunitaria, la salud materno-infantil, sexual y reproductiva, así como la trata de seres humanos, en los que grosso modo desarrolla o ha desarrollado las siguientes acciones:
- Proyectos relacionados con la salud: construcción de dispensarios médicos y hospitales, atención sanitaria básica a personas sin recursos, asistencia a personas discapacitadas, proyectos contra la tuberculosis, envío de medicinas y formación en salud comunitaria.
- Proyectos sociales: integración de mutilados de guerra, madres solteras o mujeres abandonadas, asistencia a refugiados, inmigrantes o niños huérfanos, integración de construcción de centros de acogida, pozos de agua, viviendas, orfanatos, talleres ocupacionales…
- Proyectos educativos: construcción de escuelas y centros de educación especial, formación profesional, programas de escolarización, promoción de la mujer campesina y becas de estudio para jóvenes sin recursos.

En España Fundación Anesvad dispone de un departamento de acción sanitaria y social que, previo estudio y comprobación de la problemática de cada caso, provee de medicamentos a la persona que los necesita.

### Misión, visión y valores
En 2007 tuvo un gran eco mediático el encausamiento del director general, denunciado por malversación de fondos. Un año después los administradores judiciales nombraron a un nuevo director general cuyo fin principal es reimpulsar la organización y garantizar el destino de las donaciones de sus más de 90.000 colaboradores. Con el cambio de directiva de 2008, Fundación Anesvad ha desarrollado un plan estratégico cuyo reto principal es reorientar la organización y conseguir recuperar el prestigio y la confianza de sus colaboradores. Para ello define nuevas misión, visión y valores:

La misión es contribuir a la promoción y protección de la salud entendida como un derecho humano fundamental: definiendo como salud no sólo la ausencia de afecciones o enfermedades, sino el completo estado de bienestar físico, mental y social; interviniendo en aspectos políticos, sociales, económicos y culturales; y promoviendo alianzas con actores protagonistas de su propio desarrollo. 

La visión consiste en impulsar acciones hacia un desarrollo sostenible y endógeno que facilite el acceso a la salud de los grupos vulnerables de la población de los países en los que colaboramos; realizar acciones de carácter socio-sanitario destinadas a grupos vulnerables del entorno más cercano; promover cambios sociales que permitan la transformación de las causas estructurales de la pobreza, la desigualdad y la exclusión social; realizar acciones de sensibilización y educación para el desarrollo que promuevan la transformación de las causas estructurales de la pobreza, la desigualdad y la exclusión social; e impulsar acciones integrales a través del trabajo en red con otras organizaciones.

Los valores son: Compromiso, independencia, profesionalidad, comunicación, colaboración y cooperación.

## Historia
Fundación Anesvad nace en 1968 con el objetivo de ayudar a enfermos de tuberculosis ingresados en el sanatorio de Santa Marina, en Bilbao; no en vano, Luis María Esparza Manjirón, en aquella época capellán de este hospital, se encontraba entre los impulsores de la asociación
En sus inicios realiza una labor importante en la atención de enfermos o con su servicio de traslado gratuito en ambulancia en Vizcaya, aunque el gran paso adelante se da cuando el jesuita guipuzcoano Javier de Olazábal, antiguo profesor del fundador, José Luis Gamarra, en la Facultad de Derecho de la Universidad de Deusto, da a conocer a inicios de los años 70 la dramática situación que vivían los enfermos de lepra de la isla de Culión (Filipinas); desde entonces combatir esta enfermedad se ha convertido en una de las luchas históricas de la organización.

### La labor de Javier de Olazábal en Culión

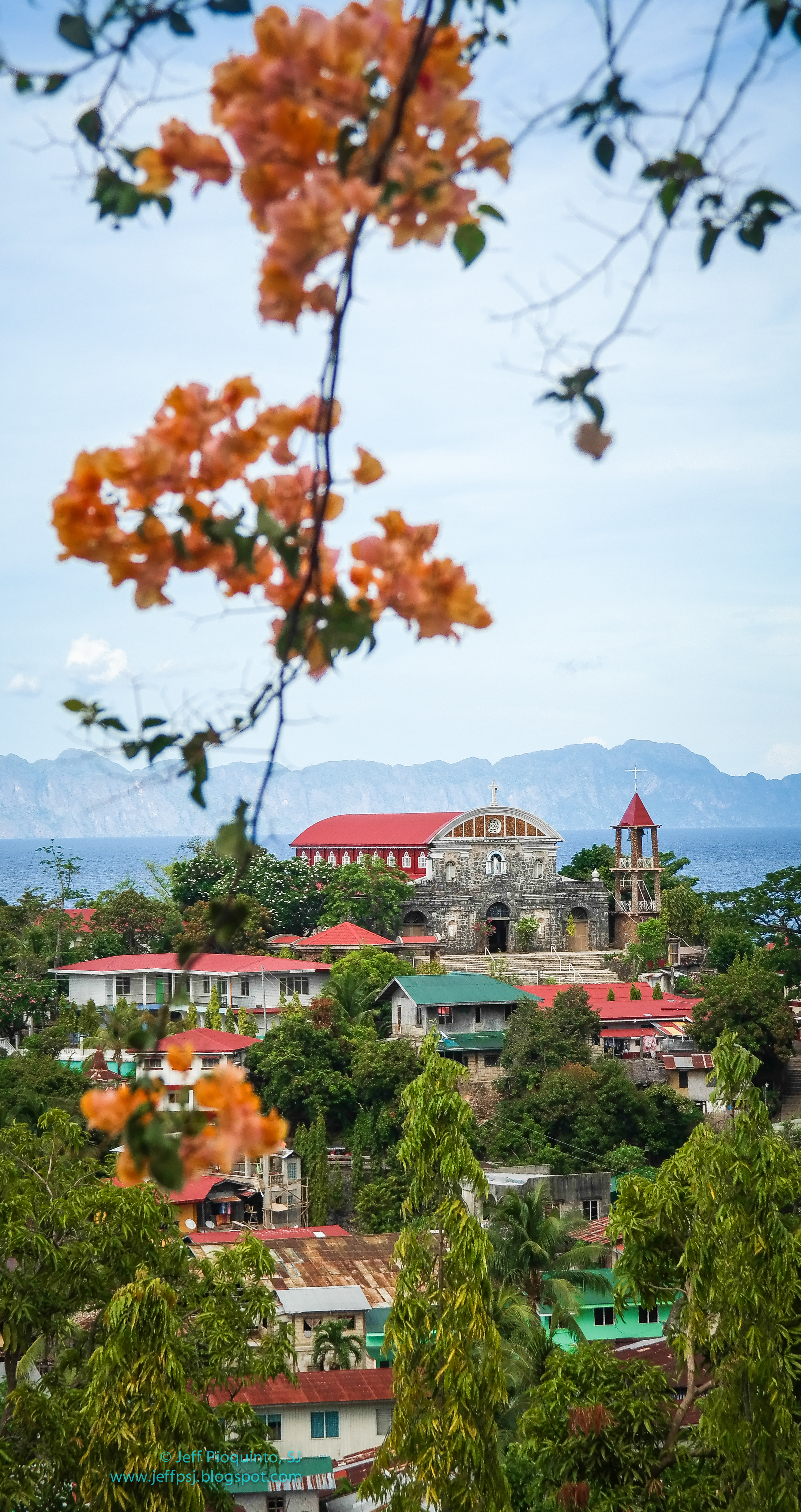
Vista de la isla de Culión (Filipinas).

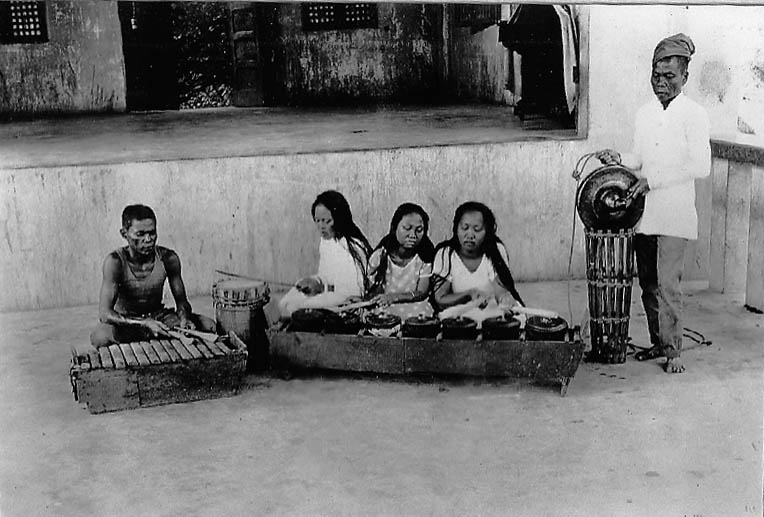
Miembros de la leprosería de Culión tocando diversos instrumentos musicales. Fecha desconocida.

Culión fue durante mucho tiempo refugio de más de 14000 enfermos de lepra y sus familiares. Tal era el estigma que padecían estas personas y el grado de aislamiento de la isla que los barcos que portaban víveres optaban por lanzarlos a la costa para no tener contacto con los lugareños. 
Después de solicitar este destino durante 34 años, Javier de Olazabal dedicó 18 años de su vida a combatir la lepra en esta isla. El jesuita guipuzcoano se encontró con una comunidad en la que muchos de sus habitantes morían de hambre, no había electricidad, se desconocía la anestesia y la mortalidad infantil superaba el 80%. Junto a otros dos jesuitas y gracias a los donativos enviados desde España el Padre Olazábal pudo emprender un plan de desarrollo que contribuyó a luchar no solo contra la lepra, sino también contra la malaria o la tuberculosis, así como a mejorar la calidad de vida de los habitantes de la isla. De este modo, a través de Anesvad se mejoraron hospitales, se habilitaron nuevas salas de enfermos y dispensarios médicos, se implantaron nuevos tratamientos contra la lepra, se levantaron escuelas, se crearon cooperativas agrícolas y se introdujo la informática. El gobierno filipino declaró a la isla de Culión “libre de lepra” en 1988; ese mismo año falleció Javier de Olazabal a los 79 años.
En 1992, año en el que Fundación Anesvad se constituye como fundación, bajo el nombre de Fundación Anesvad-P. Javier de Olazábal, la organización celebra su 25.º aniversario, si bien lo cumpliría algunos meses después, en 1993. El 13 y 14 de noviembre, responsables de proyectos gestionados por Fundación Anesvad en todo el mundo se reunieron en Bilbao en una celebración que tuvo como acto central una eucaristía celebrada en la iglesia del colegio de los jesuitas, así como una comida y la proyección de la película La Misión
Con el paso de los años, la labor social local fue disminuyendo a medida que la organización se centraba no solo en el trabajo realizado en Culión, sino también con los enfermos de úlcera de Buruli en Costa de Marfil o asistiendo a víctimas de la explotación sexual infantil en Camboya desde mediados de 1999.

### Primeras campañas de sensibilización[2]
De la mano de un gabinete de comunicación externo, en 1996 Fundación Anesvad tomó la decisión de lanzar su primera campaña de sensibilización en los medios de comunicación de masas, un spot de TV en el que se daba a conocer la leprosería de Culión y en el que se invitaba al espectador a hacerse socio de la organización.
Un año después, y con el objetivo de difundir los proyectos y actividades de la organización y desarrollar campañas para captar recursos, se creó el departamento de comunicación. Las apariciones de Fundación Anesvad en medios pasaron de 70 en 1995, a 104 en 1996 y 689 quince años después de la creación de este gabinete.
En 1997, la Agencia Española de Cooperación Internacional para el Desarrollo modificó sus condiciones para la asignación de fondos y exigió a los posibles beneficiarios que demostraran ser actores sociales consolidados, tomando como indicador de ello el número de socios, la cantidad de donaciones privadas, número de voluntarios, etc. Frente a esta situación, en el bienio 1998-2000 Fundación Anesvad desarrolló una nueva estrategia de marketing con el objetivo de optimizar al máximo su inversión publicitaria en este escenario que exigía una mayor competencia entre organizaciones. Así, Fundación Anesvad dejó de mostrarse como un actor social general para posicionarse como una organización ligada a la atención de los enfermos de lepra y la úlcera de Buruli, así como contra la explotación sexual infantil. Esta estrategia permitió conseguir un incremento notable de sensibilización ciudadana y donaciones, así como aumentar en 30273 personas su nómina de socios hasta abril de 2001. Ese mismo año Fundación Anesvad abrió su delegación en Madrid.
Fundación Anesvad desarrolló varias campañas publicitarias en aquella época. Así, en 1998 el entonces director José Ignacio Castro aparecía en un anuncio, en las calles de Bombay (India), cubierto por una careta de Lady Di y preguntaba al televidente si, para realizar una donación para luchar contra la lepra, era necesario que se lo pidiese una princesa. Un año después, desde Costa de Marfil, Fundación Anesvad realizó otra campaña para dar a conocer los efectos causados por la úlcera de Buruli. En 2000 el director se desplazó a Camboya para rodar otro spot en el que invitaba a los espectadores a hacerse socios de Fundación Anesvad para acabar con la trata de seres humanos. La campaña de 1999 le reportó a la organización 15738 nuevos socios; la de 2000, 20233 adhesiones.

### Problemas judiciales de 2005 a 2008
A punto de celebrarse cuatro décadas de su fundación, en marzo de 2007 Fundación Anesvad fue objeto de un encausamiento judicial que tuvo gran eco mediático y supuso un duro golpe para el sector de la cooperación. Miembros de Fundación Anesvad denunciaron al entonces presidente, José Luis Gamarra, fundador de la organización, por apropiación indebida de fondos (siete millones y medio de euros, según peritaje judicial).  Las primeras irregularidades se habían detectado en 2005, cuando los responsables de la organización destituyeron a dos directivos por la misma causa. Como consecuencia de la intervención judicial, en octubre de 2007 se establece una administración por el juzgado, al estimar que persistía el riesgo de desvío de fondos. Además de Gamarra, dos exdirectivos, José Miguel Sustacha y Francisco Martínez, se autoinculparon de haberse apropiado de 980.000 euros (cantidad a la que el perito judicial sumó otros 560.000 euros). La pérdida de confianza originada por estos hechos ha sido la causa de un brusco descenso en el número de asociados, que en mayo de 2009 constituía un 40% menos que en 2005.
El exdirector José Luis Gamarra, así como a los exdirectores general y financiero de Fundación Anesvad, José Miguel Sustacha y José Francisco Martínez fueron condenados por apropiación indebida por Sentencia de la Audiencia Provincial de Vizcaya de fecha 25 de abril de 2012. José Luis Gamarra fue condenado a 6 años de prisión, así como a una indemnización de 3.263.189 euros, la cantidad que le falta por devolver de los 7.556.651 de euros de los que se apropió.

### Nueva directiva de 2008
Después de trabajar durante casi un año sin director general, en julio de 2008, fue elegida por los administradores judiciales una nueva directiva, presidida por Bernardo García Izquierdo, profesor de la Facultad de Ciencias Empresariales de la Universidad de Deusto y experto en cooperación internacional y derechos humanos, colaborador entre otros de la ONU, Médicos sin Fronteras y el Foro Rural Mundial.  El nuevo director, Bernardo García Izquierdo, tomó posesión en octubre de 2008, señalando que sus objetivos eran tomar todas las medidas para evitar cualquier nueva irregularidad, garantizar el buen empleo del dinero y colaborar con la Justicia para esclarecer lo ocurrido.
García Izquierdo condenó cualquier comportamiento ilícito "de épocas pasadas" y manifestó "públicamente la reprobación" por ellas. Insistió en que fueron "acciones puntuales, atribuibles a personas concretas, nada habituales en el sector". Fundación Anesvad se ha personado en la causa contra los tres exdirectivos de la organización como parte perjudicada.
Tras tomar posesión del cargo, el director general, junto con un nuevo equipo directivo, compuesto mayoritariamente por personas externas a la organización, define un nuevo modelo de cooperación y de trabajo para la entidad, y paralelamente diseña un nuevo plan estratégico.
Con el impulso de una nueva cultura organizativa, el modelo de trabajo pasa de ser vertical, con una dirección muy personalista, a horizontal, con grupos organizados en torno a un proyecto y guiados por un líder, que es el encargado de reunirse con otros grupos,  mantener la comunicación con personas que trabajan en otros proyectos o repartir responsabilidades y competencias. Asimismo, se apuesta por internet como vía para localizar nuevas vías de financiación para los proyectos y difundir la nueva imagen de la ONGD, y entre otras tareas llevadas a cabo por la administración de Bernardo García figura el cambio de sede, más funcional y acorde a la visión, misión y valores de la organización.
Para esta nueva directiva la recuperación de la credibilidad constituyó uno de sus objetivos estratégicos.  Así, se incrementó el desarrollo de procesos y sistemas de control, se creó una red de relaciones externas con el sector y las administraciones públicas y se apostó por una mayor transparencia.

### Presente
En marzo de 2012 Fundación Anesvad entró a formar parte de la red europea de ONG Red de Acción por la Salud Global que, con miembros en los principales países de Europa Occidental, agrupa a 16 que trabajan por la salud y la implicación europea para alcanzar los Objetivos de Desarrollo del Milenio. Entre otras acciones llevadas a cabo desde esta agrupación se encuentra la campaña “Quiero un mundo sano”, desarrollada en 2013 para llamar la atención sobre el descenso de la asignación española de Ayuda Oficial al Desarrollo; esta campaña invitaba a reflexionar sobre el derecho a la salud mediante la creatividad artística. Asimismo, en las elecciones al Parlamento Europeo de 2014 trabajó para conseguir que los candidatos a eurodiputado se implicasen en el derecho a la salud con la firma de un comunicado de ocho puntos.
Fundación Anesvad es también una de las organizaciones firmantes de la petición por una asistencia sanitaria universal, apoyada por organizaciones de todo el mundo. Este acuerdo propone como objetivo garantizar el acceso universal a la atención sanitaria de calidad; fortalecer la atención primaria, especialmente para la prevención y promoción de la salud; proteger a las personas frente al riesgo financiero, de tal manera que se asegure la accesibilidad económica a servicios sanitarios; mejorar los índices de salud (mortalidad infantil y neonatal, derechos sexuales y reproductivos, vacunación, acceso a medicamentos…); y promover un comportamiento saludable.
Tras tener abiertas durante ocho años sus oficinas en la calle Henao n.º 29 de Bilbao, Fundación Anesvad se trasladó a su sede actual, en la calle General Concha nº28, en 2013. Ese mismo año la organización participó en la campaña “Somos” de la Asociación Española de Fundraising, una agrupación que engloba a 35 ONG españolas. Esta iniciativa, que promueve la cultura de la solidaridad,  tiene como uno de sus objetivos agradecer su colaboración a los 7,5 millones de socios y donantes que hay en España y contó en sus últimas ediciones con el apoyo público de diversos deportistas, actores, presentadores de televisión y otros personajes populares. 
Según el informe publicado para la campaña “Somos” de 2013, las ONG españolas contaban en 2012 con un total de 3,5 millones de socios, que realizaron un desembolso de 450 millones de euros, lo cual supuso un aumento del 15% en relación con el bienio anterior. Estas cifras permitieron situar la contribución de los socios como primera fuente de financiación de las organizaciones españolas, pero aun sumando las donaciones puntuales volvieron a situar a España en una situación rezagada respecto a otros países de Europa Occidental.
La campaña Somos volvió a repetirse en 2014; en este caso se solicitó el envío de un SMS solidario como primer paso para acercar a los ciudadanos a una ONG. Según datos publicados durante la campaña, el 80% de los españoles confía mucho o totalmente en una ONG pero solo el 10% colabora de alguna manera con estas organizaciones.
En 2014 Fundación Anesvad se convirtió en la primera entidad en organizar y liderar en España el Día Mundial por la Cobertura Sanitaria Universal. Este movimiento internacional, compuesto por organizaciones que lideran el acceso a la salud y desarrollo de comunidades en diversos lugares del mundo, surgió por iniciativa de la Organización Mundial de la Salud (OMS) durante el Foro Africano de Cobertura Sanitaria Universal, celebrado en Madrid en colaboración con Fundación Anesvad. El primer Día Mundial por la Cobertura Sanitaria Universal se celebró el 12 de diciembre de 2014 y alineó a cerca de 500 organizaciones de todo el mundo en el propósito de influir políticamente para que en las próximas décadas ninguna persona caiga en la pobreza por no poder costearse su salud.
Desde 2015 Fundación Anesvad se encuentra integrada en la red Harresiak Apurtuz, coordinadora de ONG del País Vasco que desarrolla su labor en el apoyo al inmigrante.
Coincidiendo con el Día Mundial de África de 2016, la organización lanzó los "Premios Fundación Anesvad", con lo que busca reconocer el compromiso y esfuerzo de entidades no lucrativas dedicadas a la cooperación y enfocadas a la promoción de la salud en el África subsahariana. La dotación económica de los premios, en su primera y segunda edición, fue de 90000€. El galardón fue diseñado por el escultor beninés Romuald Hazoumè.
Dentro de sus proyectos de protección del derecho a la salud, lucha contra la trata de seres humanos, contra las enfermedades tropicales desatendidas o de protección social, estas son algunas de las iniciativas más significativas de Fundación Anesvad en la última etapa de la organización:

#### Enfermedades Tropicales Desatendidas

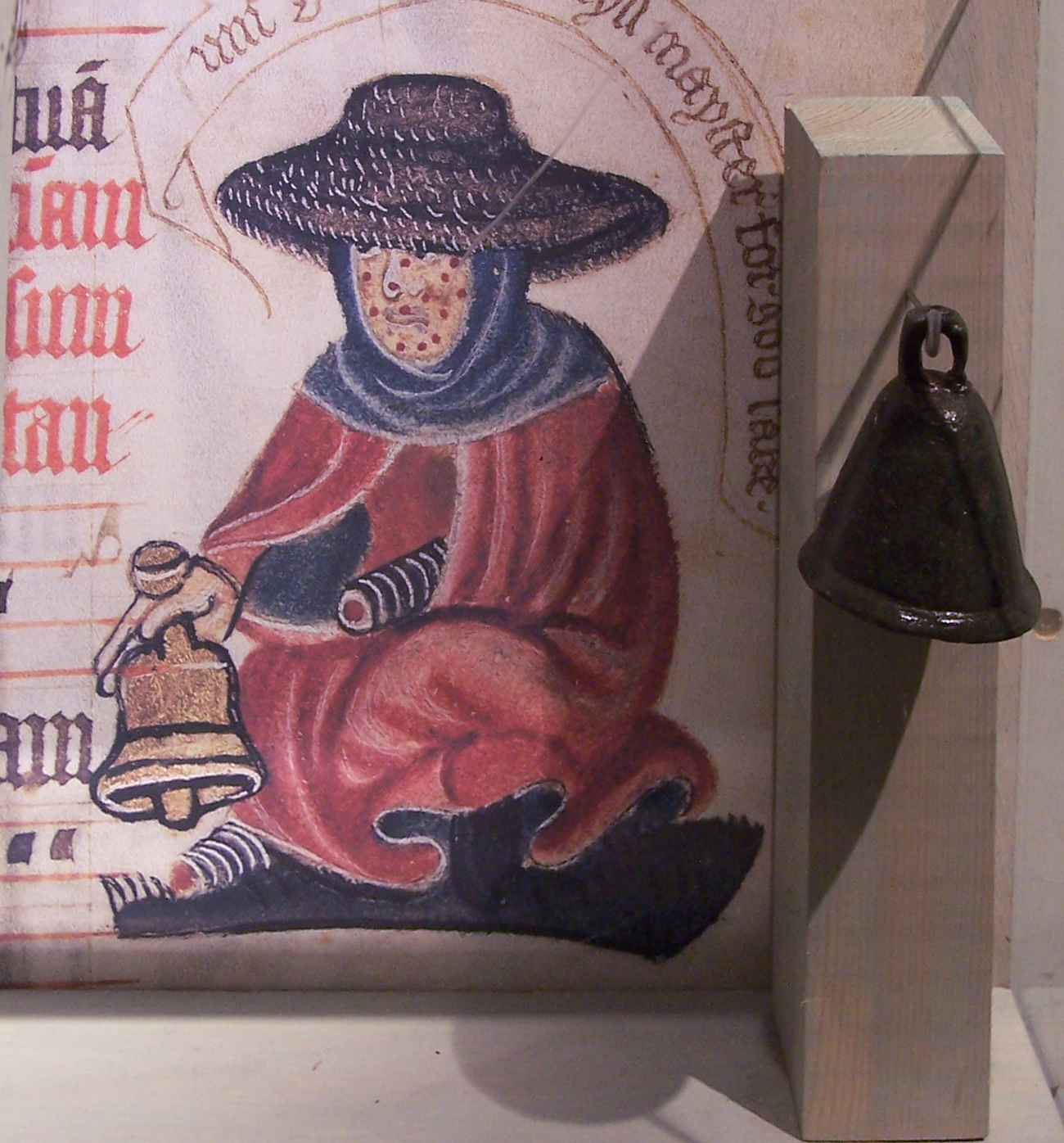
Campana que portaban los enfermos de lepra para advertir de su llegada. Museo Ribes Vikinger, Ribe (Dinamarca).

Las personas que padecen o han padecido lepra, además de correr el riesgo de ser estigmatizados por la sociedad,  pueden sufrir discapacidades o deformidades, por lo que requieren de un calzado que se adapte a sus circunstancias. Fundación Anesvad, en colaboración con la organización aliada en India, Alert-India, viene desarrollando el proyecto “Mobility Alert” en la ciudad de Bombay, enfocado a la producción de calzado adaptado a personas enfermas de lepra. En enero de 2014 Fundación Anesvad anunció la intención de convertir en empresa social el proyecto “Mobility Alert”, impulsado por NER Group, Innobasque y la Universidad de Deusto, facilitando de este modo la rehabilitación socioeconómica de las personas afectadas por esta enfermedad.
En 2015, aprovechando el Día Mundial de la Lepra y tras detectar un aumento de enfermos de lepra en España (de 9 a 11 casos diagnosticados), lanzó la campaña “La mejor de las recetas es no dejar de luchar contra la lepra”, con mensajes desde India, que registra el 60% de los casos de esta enfermedad a nivel global. Precisamente en el estado de Maharashtra de este país asiático Fundación Anesvad cuenta, desde 1998 y en colaboración con Alert-India, con 31 centros de referencia en atención a personas enfermas de lepra; este estado es el tercero con más diagnósticos de lepra en la India, con 255053 personas examinadas, 4663 casos sospechosos localizados y más un millar de nuevos casos detectados en el periodo 2013-2014.
Togo, donde además de la lepra, persisten la malaria, el pian y la úlcera de Buruli, es una referencia en África en la lucha contra las enfermedades tropicales desatendidas. Fundación Anesvad trabaja con el Ministerio de Salud de Togo y la ONG DAHW para reducir la morbilidad asociada a las enfermedades de la piel en áreas del país en las que los recursos de los servicios de salud son insuficientes, así como con las autoridades y organizaciones locales para erradicar el pian para 2020.
En 2016 Fundación Anesvad pasó a centrar gran parte de su actividad en el Golfo de Guinea; además de en Togo, también en Benín, Costa de Marfil y Ghana. La ONG está presente en Benín desde 2002, en Costa de Marfil desde 1999 y en Ghana desde 1995. En estos países colabora con el sistema público de salud, así como en algunos casos con organizaciones locales o centros de investigación, para la erradicación de la lepra y la úlcera de Buruli en los dos primeros países y de la úlcera de Buruli en particular y de las enfermedades cutáneas en general, en el tercero.

#### Trata de seres humanos
Fundación Anesvad, en colaboración con la Organización Internacional para las Migraciones (OIM) y la London School of Hygiene and Tropical Medicine (LSHTM) presentó el 27 de febrero de 2015, en Bangkok (Tailandia) , el informe STEAM (Study of Trafficking, Exploitation and Abuse in the Mekong Sub-region), que analiza los riesgos y consecuencias de la trata de seres humanos en Camboya, Laos, Birmania, Tailandia, Vietnam y Yunnan (China), para lo que se entrevistó a 1015 víctimas. Como consecuencia de la publicación de este informe, Fundación Anesvad puso en marcha la web ¡Di no a la trata! con el objetivo de recoger firmas en contra de la trata de seres humanos e incidir de este modo en la concienciación social de esta problemática y en el impulso de políticas públicas.
Del informe STEAM se desprende que aproximadamente la mitad de los encuestados fueron sometidos a violencia física y/o sexual , el 40% sufre trastornos de ansiedad y depresión, y el 5% intentó suicidarse en las cuatro semanas previas a la entrevista. Según este estudio, Tailandia y China son los mayores receptores de personas víctimas de la trata de seres humanos, con un 40% y 30% respectivamente; entre las mujeres víctimas, la prostitución o contraer matrimonio por obligación son el destino más habitual, mientras que en el caso de los hombres es común que sean enrolados a la fuerza en barcos pesqueros.
Las personas consultadas para conformar el informe STEAM recibieron apoyo psicológico y sanitario en casas de acogida y reinserción social para víctimas de la trata de seres humanos; unos centros que, gracias a la acción conjunta de las organizaciones del COMMIT (siglas en inglés de la Iniciativa Interministerial contra la Trata de Personas en el Mekong) solo en China acogieron hasta 2013 a 12000 niños y 7000 mujeres víctimas. Fundación Anesvad fue una de las organizaciones participantes en el foro contra la trata de seres humanos celebrado por el COMMIT en Bangkok en febrero de 2013.

#### Acción social

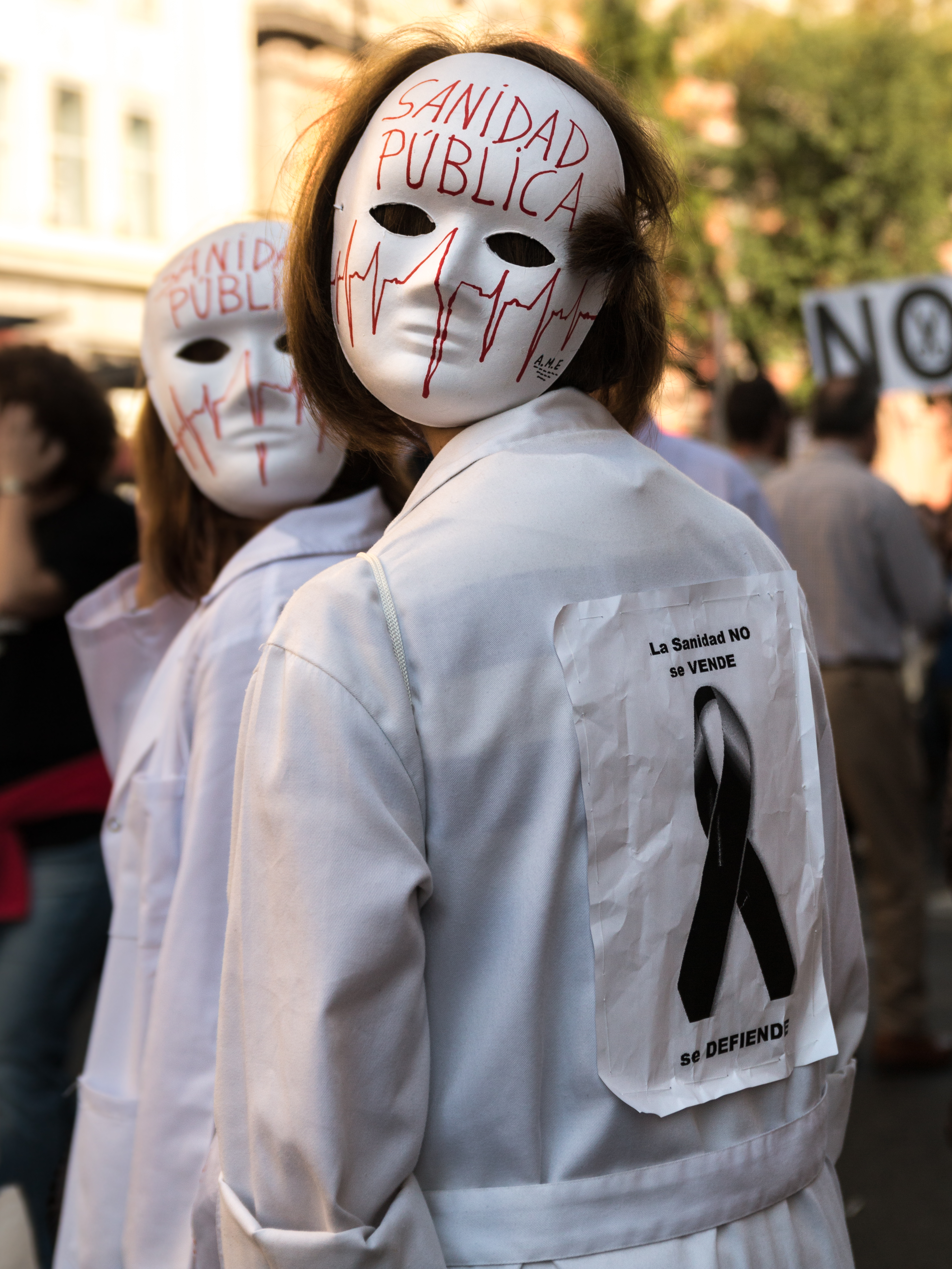
Protestas conocidas como Marea Blanca en contra de los recortes presupuestarios en sanidad pública.

En abril de 2015 Fundación Anesvad presentó el documental “Habla: documenta tu salud”, en el que se reflexiona acerca del impacto que está teniendo la crisis económica y la reforma sanitaria en las personas más vulnerables del País Vasco, con el objetivo de compartir los resultados de este trabajo, sensibilizar y promover las políticas públicas necesarias para corregir esta situación. El reportaje, en el que intervienen afectados (entre ellos personas usuarias del Área de Acción Social de Fundación Anesvad) y organizaciones que trabajan para tratar de ayudarles, contó con la implicación de 14 reporteros y 15 ONG, además de Fundación Anesvad.

#### Tecnología móvil para la salud

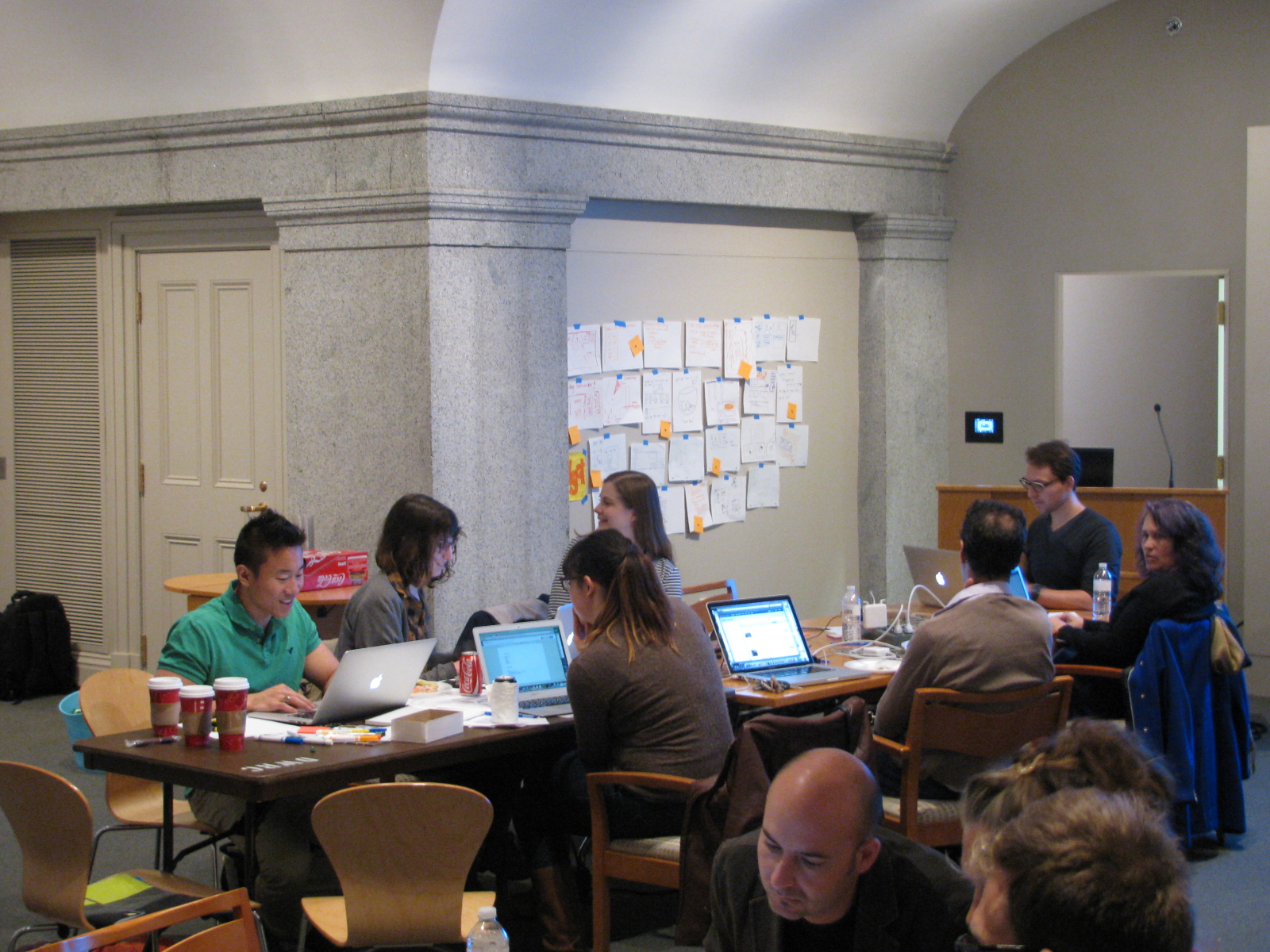
Programadores trabajando en un hackathon.

En Bilbao, en la antigua fábrica de galletas Artiach, Fundación Anesvad reunió en septiembre de 2013 a programadores comprometidos con el derecho a la salud en “Apps4Health”, un hackathon con el objetivo de desarrollar aplicaciones enfocadas a la promoción de la salud. Las aplicaciones a desarrollar estuvieron repartidas en cinco categorías: “Supervivencia infantil y maternidad segura” (Ghana), “Programa activo para la eliminación de la lepra” (India), “Contra la trata de seres humanos en el sudeste asiático” (Tailandia), “Combate el Dengue con el apoyo de las TICs” (Perú) y una quinta temática libre que debía encajar con el derecho a la salud.
Grupo SCA se alzó como ganador de este primer hackathon con una aplicación móvil relativa a la categoría de la problemática de Perú, con la que es posible editar guías de salud informativas y educativas, asistir a los pacientes de forma remota o controlar la evolución de la enfermedad mediante un panel virtual. La iniciativa volvió a repetirse un año después, esta vez en San Sebastián (Guipúzcoa).

#### Derecho a la salud
Desde 1999 Fundación Anesvad trabaja en Costa de Marfil, principalmente en la lucha contra la lepra y la úlcera de Buruli, pero también para reducir la mortalidad materna en el departamento de Béoumi, en la región del Valle de Bandama. Con el mismo objetivo, la ONG se dedica a la formación de comadronas tradicionales en la región Ghana de Akatsi. En este país la organización está desarrollando otras acciones enfocadas al derecho a la salud, la maternidad y el empoderamiento de las mujeres.

## Campañas publicitarias
Fundación Anesvad ha llevado a cabo numerosas acciones publicitarias de cara a recabar fondos y concienciar acerca de múltiples causas. En ocasiones la organización ha sido criticada por utilizar campañas de marketing agresivo, inadecuadas desde el punto de vista de ONG. En 2003, un informe de la Fundación Lealtad desaprobaba sus últimas campañas de publicidad, captación de fondos e información, al no reflejar de manera fiel los objetivos y la realidad de la ONG e inducir a error. Las diferencias de criterio entre las campañas de comunicación y el mensaje de las mismas llevaron a que Fundación Anesvad abandonara la Coordinadora de Organizaciones No Gubernamentales para el Desarrollo de España(CONGDE) en el año 2002.

### Campaña contra la lepra
Entre las campañas llevadas a cabo para combatir esta enfermedad y el estigma social que sufren sus portadores, la desarrollada en 2001 generó una importante polémica ya que fue criticada en 2001 por la ONG Fontilles (dedicada a la lucha contra la Lepra), pues según la misma no reflejaba la realidad actual de esta enfermedad y alimentaba un rechazo y un estigma contra quienes la sufren. El anuncio televisivo consistía en imágenes de tierras quemadas y de leprosos, mientras se decía: 'Brasil debe tomar serias medidas contra la deforestación... o sus enfermos de lepra se quedarán sin un lugar donde ocultarse. En el mundo hay siete millones de enfermos discriminados y Brasil es el segundo país con más casos. Ayúdanos a detener la lepra. Hazte socio de Fundación Anesvad'.

### Campaña contra la úlcera de Buruli

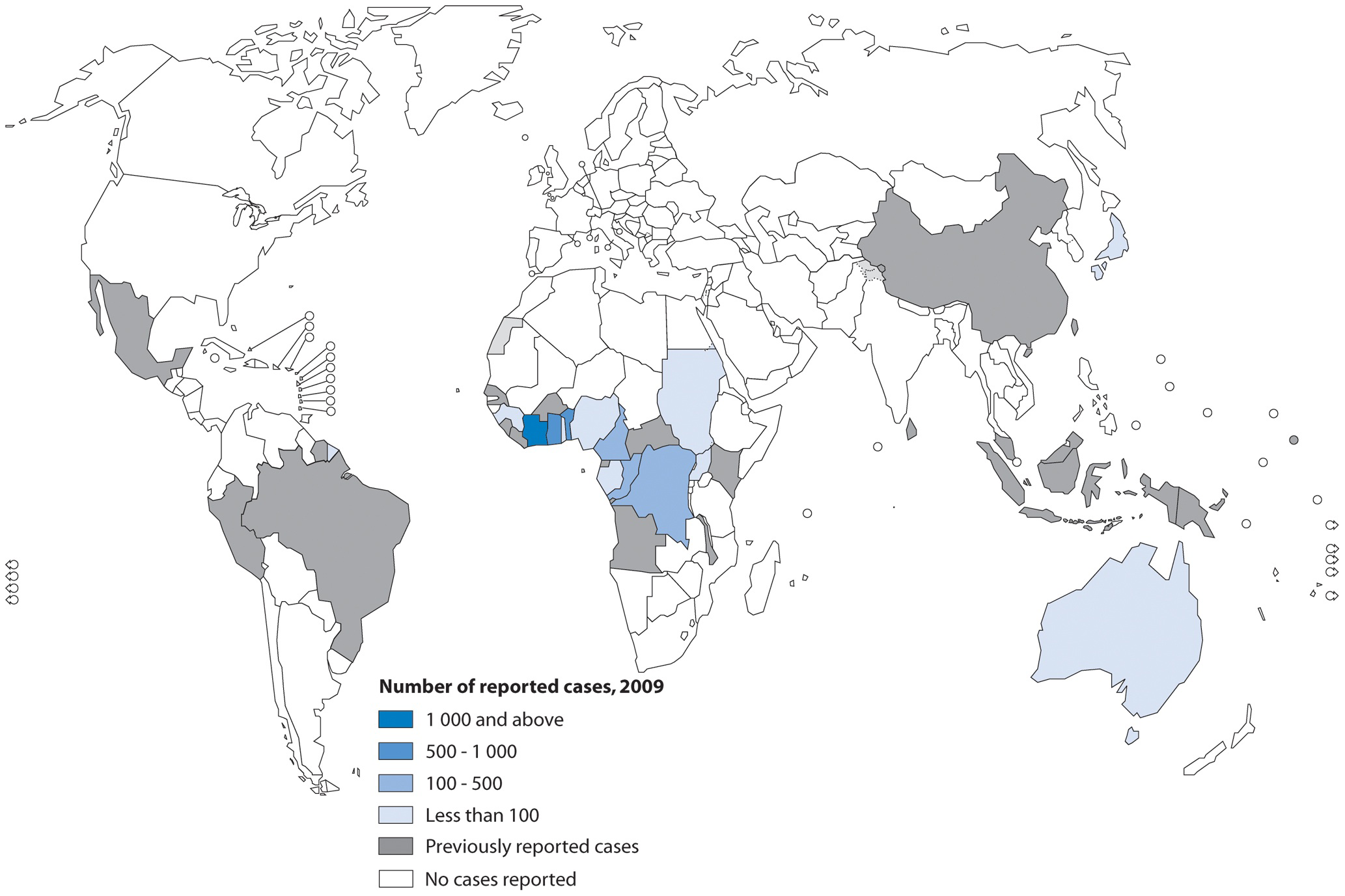
Mapa de incidencia de la úlcera de Buruli en el mundo en 2009.

Fundación Anesvad lleva más de una década luchando contra la úlcera de Buruli en con el objetivo de facilitar los servicios sanitarios a las personas enfermas y trabajar por la detección precoz de la enfermedad. Una de las campañas para recabar donativos para esta causa generó una importante polémica: en las piezas publicitarias se mostraban africanos con carne y huesos roídos por esta enfermedad y contraponía las imágenes con referencias a la liposucción. La Coordinadora de ONGD advirtió de que estas imágenes podían dañar la sensibilidad de los espectadores, sobre los que podría recaer un sentimiento de culpabilidad. Asimismo, otra campaña lanzada en 2004 para sensibilizar acerca de la úlcera de Buruli fue calificada de “innovadora” por los medios de comunicación: el spot despertaba la curiosidad del espectador mostrando solo los rostros de personas que estaban visionando un documental de la OMS sobre los efectos de esta enfermedad y un enlace de internet para ampliar la información (www.existe.org), sin indicar en el propio anuncio el contenido de las imágenes que estaban viendo estas personas y sin exhibir ningún logotipo. En este sentido, en marzo de 2018 la ONG organizó, una exposición itinerante compuesta por 20 fotografías de Ana Palacios que retrataba la vida diaria de las personas que padecen úlcera de Buruli y sus familias en Benín, denominada "La piel de África". La muestra recorrió, entre otros, Bilbao, Logroño, Madrid o Zaragoza.

### Campaña contra la pornografía infantil
En 2004 Fundación Anesvad llevó a cabo una campaña para luchar contra la pornografía infantil que generó un importante torrente de críticas, ya que algunos consideraban que criminalizaba Internet. En dichas campañas llegó a usar falsos anuncios sobre pornografía infantil. Fueron usados 10 tipos de anuncios en la red, cada uno formado por varios banners (tira publicitaria animada). Dichos anuncios tenían el título "Sumisas" y con una foto de cinco niñas se leía: 'Niñas inexpertas / dispuestas a todo / solo para ti / sumisas'. Luego el mensaje giraba: 'Los malos tratos anulan su voluntad. Reacciona. Fundación Anesvad contra la explotación sexual infantil'. Otro anuncio similar rezaba.- "Gratis: 'Más de 1.000 lolitas!!! / totalmente reales!!! / GRATIS!!! / Ellas sufren, otros se enriquecen!!! Reacciona!!!'". También llegó a crear una falsa web de pornografía infantil.

### Campaña contra la trata de seres humanos

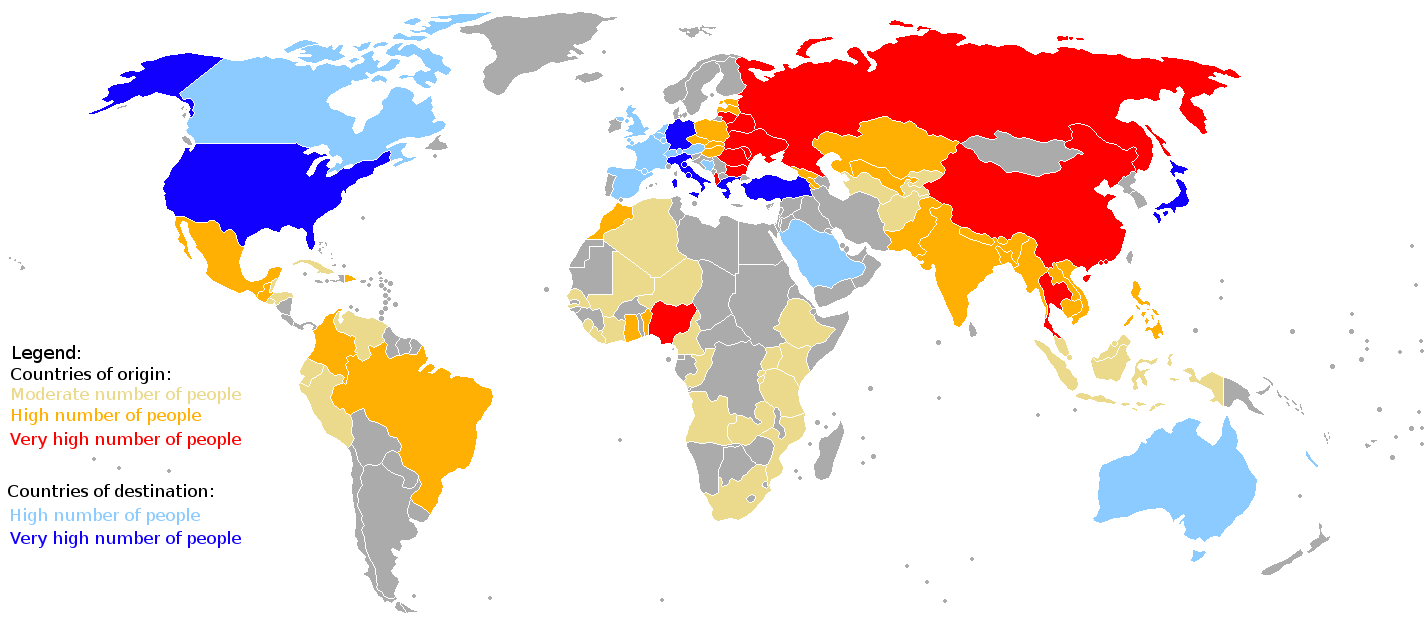
Principales países de origen y destino de la trata de seres humanos en el mundo.

El 5 de junio de 2014 la campaña “Que no les maquillen la sonrisa” fue elegida ganadora en la categoría de spot-web en el VIII Festival Internacional de Publicidad Social, celebrado en Barcelona. El spot narra en 2 minutos la captación de una niña por un prostíbulo, utilizando el maquillaje como metáfora de la trata. Un año después, coincidiendo con el 20.º aniversario de la dedicación de la ONG contra la trata de personas, lanzó la campaña "Tolerancia cero con la trata". Se calculaba que, en aquel momento, solo en España, 45000 personas eran víctimas de la trata con fines de explotación sexual.

### Campaña por el derecho a la salud

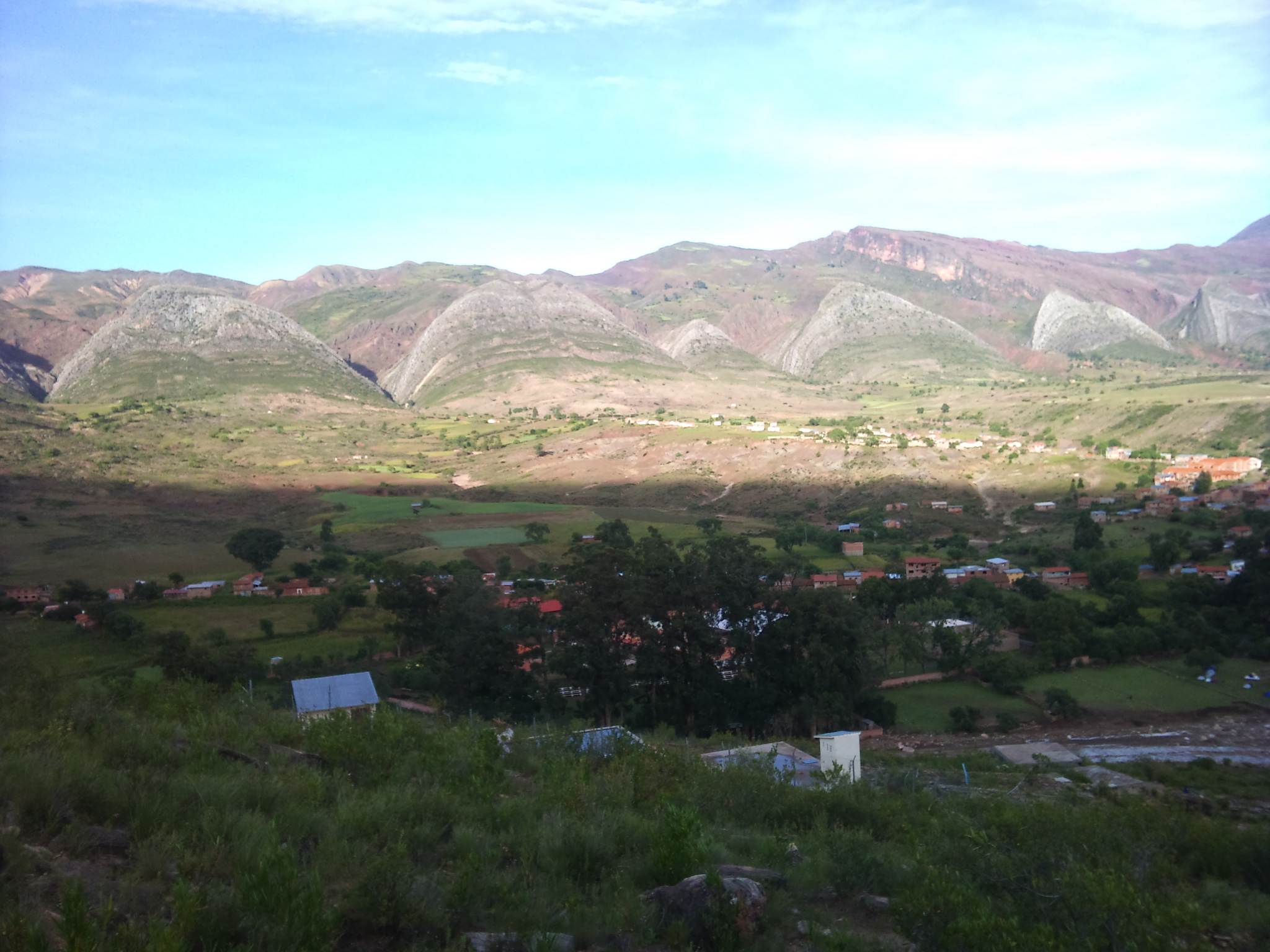
Toro Toro (Bolivia).

En la localidad de Toro Toro (Bolivia), Fundación Anesvad trabaja en un programa integral que incluye la formación de profesionales, información a familias o impulso agrícola con el objetivo de mejorar el acceso a la salud y la nutrición de las familias, y de este modo reducir la tasa de mortalidad infantil. De cada mil niños que nacen en esta región boliviana 119 no sobreviven, una tasa superior al doble de la media nacional, que se sitúa en 49 niños. Dentro de este programa, la organización lanzó en 2014 la campaña “Ayúdanos a plantar 5000 metros cuadrados de salud” mediante la cual recabó donativos para plantar 25 huertos para otras tantas familias de Toro Toro, y así combatir con mayor eficacia la desnutrición infantil que padecen los niños de esta tierra, de los cuales el 40% sufre desnutrición crónica.
A finales de 2014 Fundación Anesvad inició una campaña publicitaria englobada bajo el hashtag “#SaludEsVida” de cara a solicitar donativos para conseguir instalar luz eléctrica en centros médicos rurales de Costa de Marfil, agua potable y saneamientos en pequeñas localidades de Camboya y reducir las distancias entre los centros médicos y las áreas rurales de Guatemala.
Otra campaña reseñable en defensa del derecho a la salud constituyó la llevada a cabo en colaboración con Microteatro entre septiembre y octubre de 2014, en Madrid. La organización presentó obras de teatro de 15 minutos de duración inspiradas en situaciones de dificultad o imposibilidad de acceso a la salud: falta de agua potable, falta de energía, trata de seres humanos…

### Campaña Menos Virus más. Más sanidad
La ONG vasca ha donado el 25% de sus fondos para 2020. La suma de dos millones de los ocho irán para la adquisición de respiradores invasivos: 55 para el servicio de salud vasco y otros 55 para el Gobierno de España, que se distribuirán entren los hospitales más afectados por la crisis del COVID-19. Pero la organización, cuya misión se centra en la atención de cuatro enfermedades olvidadas (úlcera de Buruli, pian, lepra y filariasis linfática) en cuatro países africanos (Ghana, Benín, Togo y Costa de Marfil), ha encontrado la manera de que esta colaboración con el Gobierno vasco y el español, de esta manera, han conseguido que la inversión se revierta en beneficio de África Subsahariana. Allí es donde tiene que llegar el material donado, los respiradores y otros elementos no perecederos, una vez que aquí dejen de ser necesarios. Desde la Fundación Fundación Anesvad buscan que el daño de esta pandemia en los países más vulnerables sea menor, ya que este virus puede ser tremendo en los países africanos más vulnerables. 

### Otras campañas
En mayo de 2001 Fundación Anesvad desarrolló una pionera campaña publicitaria denominada “Pay-per-no-view” en la franja nocturna de la extinta plataforma Vía Digital: una voz en off anunciaba que, del mismo modo que los espectadores podían pagar para ver partidos de fútbol o películas de estreno mediante la fórmula del Pay per view, también tenían la posibilidad de realizar un donativo para, en un futuro, dejar de ver otro tipo de imágenes. Mediante esta campaña, Fundación Anesvad recaudó fondos para una de las siguientes cuatro causas, a elección: lucha contra la úlcera de Buruli (recibió el 68% de los donativos), la lepra (12%), ayuda de emergencia para El Salvador, que acababa de padecer un terremoto (12%), y contra la explotación sexual infantil (8%).
Con la llegada de la una nueva directiva en 2008 y con la voluntad de cambiar el estilo publicitario de Fundación Anesvad, la organización inicia en septiembre de 2009 la campaña “Seguimos creyendo que es posible”, con piezas para TV, prensa y radio, así como un micrositio en internet. La campaña resalta la labor de las personas que, con convicción, trabajan para acabar con la mortalidad infantil en El Salvador, con la úlcera de Buruli en Costa de Marfil y con la trata de seres humanos en Camboya. Estos spots publicitarios, así como su página web, fueron premiados en el Festival Internacional de Publicidad de Málaga en las categorías de “Mejor spot de televisión” y “Mejor web social”
En enero de 2015, Fundación Anesvad, aliada con las ONG Educo y Worldvision se incorporó a FamiliyApp, una plataforma de comercio electrónico en la que las empresas que comercializan sus productos a través de este sitio web se comprometen a realizar una aportación a ONG por cada una de las ventas que registran.

## Reconocimientos
Fundación Anesvad fue condecorada con la Orden Civil de la Beneficencia, con distintivo morado y blanco y categoría de cruz de primera clase, en 1977.
En 2011, Fundación Anesvad y su organización aliada en Perú IDIPS del Norte, fueron distinguidas por la Asociación Civil Pro Salud y Vida con el Premio de Honor al Mérito Humanitario por su lucha contra la tuberculosis a través de los programas enmarcados dentro del Derecho a la Salud en las provincias de Ascope y Virú de este país andino. Un año después Alert-India y Fundación Anesvad recibieron cartas de agradecimiento y apoyo del primer ministro y el ministro de Salud de la India por la labor que estas organizaciones están llevando a cabo en su lucha contra la lepra.
En Costa de Marfil, en 2014, el Ministerio de Sanidad y de lucha contra el sida distinguió al centro sanitario de Zoukougbeu como el mejor de 2014. Este consultorio, dirigido por monjas canadienses, lleva luchando contra la úlcera de Buruli desde 1992 y en colaboración con Fundación Anesvad desde 2001.

## Polémicas
Además de por sus campañas publicitarias, Fundación Anesvad ha recibido críticas por otras cuestiones relacionadas con su gestión interna, creando una imagen negativa que la nueva junta directiva, nombrada por la administración judicial en 2008, se dispone a cambiar. Entre otras iniciativas tomadas a este respecto, destaca el Código Ético de colaboración con entidades privadas, a las que establece unos criterios de cumplimiento de cara a favorecer la relación con empresas que demuestran ser sostenibles y socialmente responsables. Asimismo, en marzo de 2015 Fundación Anesvad fue reconocida como una de las ONG aliada de la reconocida publicación Corresponsables, con más de una década de impulso a la cultura de la Responsabilidad Social Corporativa en empresas españolas.

### Gestión económica
Fundación Anesvad tuvo excedentes presupuestarios durante varios años dedicando a sus proyectos en los países del Sur, solo el 38% del presupuesto en el año 2000, un 29%, en el año 1999 y un 38% en el 1998. Al no cumplir con la obligación de toda ONG de trabajar con presupuesto cero Fundación Anesvad recibió un suspenso simbólico en el mundo de las organizaciones no gubernamentales de la mano de la Fundación Lealtad. Antes del escándalo judicial la fundación fue criticada por hacer gala de ostentación, poseyendo caros inmuebles, entre ellos una sede lujosa, aparcamientos de precios elevados y coches de alta gama, manejando grandes cantidades de dinero con demasiada desenvoltura para una ONG. En 2007 se produce la detención del entonces presidente por apropiación indebida. La organización está actualmente administrada judicialmente hasta julio de 2013, fecha en la que la administración judicial fue sustituida por un Patronato constituido por los entonces miembros del Consejo Asesor, creado en noviembre de 2009 y compuesto por personalidades con una trayectoria profesional relevante en el ámbito de la cooperación, judicatura, innovación social o medicina.

### Reorganización y personación en el proceso judicial
La ONG también ha sido criticada por tardar demasiado en reorganizarse eligiendo una nueva directiva años después de que empezaran los problemas, y por personarse también tardíamente en el procedimiento judicial. El nuevo director afirmó que «Hemos comparecido cuando hemos podido».

### Financiada por empresas tabacaleras
Fundación Anesvad fue en 1999 una de las organizaciones que produjeron una crisis en la CONGDE al colaborar con la marca de tabaco Fortuna. Luego esas ONG decidieron no aceptar más fondos de tabacaleras.